# Häxprocessen i Lövånger
Häxprocessen i Lövånger ägde rum 1675-1676 i Lövånger under det stora oväsendet. Sju personer dömdes till döden, men ingen avrättades. 
Den utbröt på grund av ryktesspridning av tiggarbarn söderifrån, som påstod sig kunna identifiera häxor, och som fick mat i gårdarna av oroliga föräldrar som ville veta om deras egna barn fördes till Blåkulla och i så fall av vem. Dessa visgossar fick sedan av prästen uppgiften att peka ut misstänkta häxor, som senare ställdes inför rätta i tinget. 
Häxprocessen hanterades av ordinarie ting och inte av en trolldomskommission. Den ägde rum under tre separata ting som hölls mellan juli 1675 och september 1676. Den resulterade i sju dödsdomar vid tinget, som hänsköts till hovrätten. När hovrätten behandlade domarna hade dock hela häxjakten upphört genom upplösningen av häxprocessen i Katarina i Stockholm, och samtliga dömda i Lövånger frikändes. 

## Historik

### Bakgrund
Lövånger var en kyrby dit personer kom från stora avstånd för att gå i kyrkan, och många övernattade i kyrkostaden, något som möjligen bidrog till ryktesspridningen.
Under påsken 1675 sammankallade kyrkoherde Per Steccenius och kaplanen Olof Salinus häradsrättens tolvmän och sockenstämmans sexmän till kyrkans sakristia i Lövånger och förklarade att det gick rykten om trollpackor i trakten. Beslut togs om att placera barn vid kyrporten för att peka ut häxor vid deras osynliga röva och vita häxmärken i pannan. De som pekades ut uteslöts från nattvarden i väntan på rannsakning.
Vid tingen 10-12 juli, 4 augusti och 27 oktober 1675 avhandlades trolldomsmål vid Lövånger. Föräldrar i församlingen blev oroade över rykten att deras barn blev förda till Blåkulla av häxor, och bad myndigheterna att ingripa för att skydda deras barn och boskap. Kyrkoherden ansökte om att en trolldomskommission skulle inrättas, men landshövdingen var ovillig. Därför hanterades trolldomsmålen vid ordinarie ting. 

### Första rannsakningen
Karin Philpusdotter från Böle anklagades av flera barn för att ha fört dem till Blåkulla och av sin syster Sigrid för att utöva trolldom genom att skära sin boskap i svansen och blanda blod, smör och salt i deras mat.
Karin nekade och påpekade att det var väl känt att hon och hennes syster var osams. Hennes sex år gamla granne Olof Gabrielsson uppgav sig ha förts till Blåkulla av Karin, och hon hade också setts i Blåkulla av nioåriga Olof Larsson i Bissjön, som själv förts dit av Lussi piga, liksom av sjuåriga Ingeborg Jonsdotter i Vebomark, som förts dit av en kvinna vid namn Elsa. 
Olof Larsson i Bissjön anklagade också hustru Kirstin i Backe för trolldom, varpå Steccenius hade uteslutit henne från nattvarden. 
Salinus uppgav att Svabb-Karin på sin dödsbädd hade erkänt att hon ridit ihjäl hans ko till Blåkulla och där sett Elsa och Lussi piga. 
De tre moderlösa systrarna Karin, 12, Kirstin 9, och Estir Nilsdotter i Vebomark, 3, anklagade hustru Anna och sin fars barnpiga Sissla Andersdotter för Blåkullaförande, och Karin uppgav att de vuxna i Blåkulla fått vita eller svarta märken i pannan och att hon kunde se dem på flera personer vid tinget.
Inför tinget berättade barn att upp till fjorton av dem samtidigt hade ridit till Blåkulla på komminister Salinus. Den tolvåriga Karin sade sig ha blivit gift med drängar två gånger och änka en gång i Blåkulla och fött barn som kokats till smörja. 
Sex personer ställdes inför rätta i Lövånger: Karin Philpusdotter, Lussi piga, hustru Anna, Sissla Andersdotter och Kirstin i Backe. Alla anklagade nekade, och tinget ville inte döma dem på enbart barns vittnesmål.
I slutet av tinget anklagades legopigan Sigrid Larsdotter för att ha fört sin husbondes dotter till Blåkulla. Hon förhördes av Salinus och regementsskrivaren Olof Svensson och erkände anklagelsen. Hon återtog dock sin bekännelse inför tinget; hon sade sig ha slutit en pakt med Satan i tron att han var Gud, och tinget tvivlade på hennes förstånd och sköt upp saken till nästa ting.

### Andra rannsakningen
Under augusti-tinget ställdes flera nya anklagade inför rätta. Rådgerd Hansdotter "Knabb-Rådgerd" anklagades av flera barn och hade bekänt under förhör. 
Karin Philpusdotters 70-åriga mor änkan Philpus Malin, som var inhysning hos Salinus och redan förut anklagats, underkastades förhör igen om hon fört Salinus dotter till Blåkulla. 
Sigrid Larsdotter ansågs uppträda förvirrat, tog tillbaka sin bekännelse och uppgav att hennes husbonde tvingat fram den; därefter erkände hon ännu en gång och beskrev Blåkulla som en dröm dit hon flugit efter att ha smorts på bröstet av Knabb-Rådgerd.
Sissla Andersdotter angavs nu även av den nioåriga Anna Olofsdotter, som uppgav att Djävulen fanns i Blåkulla i skepnad av en svart hund under bordet och sedan haft samlag med häxorna i sängen i skepnad av en svart man, som födde barn som kokades till smörja till smörjhornen; däribland Sissla, som erkände anklagelsen och på förfrågan beskrev samlaget som varken ont eller gott. 
Sissla uppgav att Philpus Malin ridit till Blåkulla på Salinus, och Malin erkände att fört prästens dotter Karin till Blåkulla och sade att hon lärt trolldom av Knabb-Rådgerd; både Sissla och Malin försökte sedan ange två av nämndens ledamöter i Blåkulla, den ena med sin hustru och den andra med sin dotter, men de uppgifterna togs inte på allvar.
Knabb-Rådgerd, som började betraktas som häxornas ledare och lärare, och uppmanades att erkänna för sin själs skull. Hon ville först bara erkänna att hon möjligen i sin dröm hade gift sig med "en led och stor man", men sade till slut efter press:
"Vad hjälper, det må vara som Malin säger. Jag må giva mig under det som hon bekänner. Jag hoppas till gud, jag får leva".
Hon medgav att det kanske var som Malin sagt, men att hon inte gjort något ont och bara ville gå i kyrkan som en oskyldig medborgare.
Sigrid Larsdotter, Sissla Andersdotter, Philpus Malin och Knabb-Rådgerd dömdes alla till döden, och deras domar hänsköts till hovrätten. 
Vid tinget 27 oktober framlade Salinus för tinget en lista på 35 barn som förts till Blåkulla, och bekännelser om häxeri från tre kvinnor från Kåsböle, pigan Sigrid och två kvinnor med samma namn, hustru Kirstin Olofsdotter och pigan Kirstin Olofsdotter; deras fall hänsköts direkt till hovrätten.

### Tredje rannsakningen
I tinget 18-19 september 1676 upprepade Salinus sin anklagelse att Philpus Malin fört hans dotter Karin till Blåkulla. Knabb-Rådgerd tog tillbaka sin bekännelse och uppgav att hon tvingats till den sedan hon "bliven illa hanterad, hotad och snubbad i prästgården, särdeles av kyrkoherdens hustru" sedan man vridit om näsan på henne. 
Salinus nekade till anklagelserna och hävdade att hon erkänt frivilligt. Rätten konstaterade att Knabb-Rådgerd hade ett gott rykte och ingen annan hade något att anklaga henne för. Knabb-Rådgerd sade: 
"Om jag är trollkäring, det vet jag intet, men lovad vare Gud, intet ont har jag gjort, och aldrig tycks mig ridit eller färdats till Blåkulla".
Salinus dotter Karin sade att Satan krävt av henne att hon skulle näpsa sin far när han läste bibeln, och Salinus själv menade att han alltid blev frestad när han reste runt i socknen och att det var Knabb-Rådgerds fel.
Tolvåriga Olof uppgavs ha förts till Blåkulla av Lussi piga, tioåriga Önde av Lussi i Mångbyn och av Johan Larssons änka i Bissjön, tioåriga Brita av Bränd-Rådgjerd och hennes mor, och syskonen nioåriga Anders och sexåriga Barbro hade förts till Blåkulla på både sin mor och far (vilket fått fadern att misshandla deras piga, som han misstänkte var ansvarig); Olof Jonsson i Kräkångers tre barn hade förts av den gamla pigan Brita, som gick på kryckor, och som även fört åtta barn till, bland dem den tolvåriga Erik, medan Annika i Hökmark hade förts av Per Smeds hustru Kirstin. 
Häradshövding Wijnbladh var dock tveksam till flera vittnesmål som lät förvirrande: som prästdottern Karins påstående att Malin satt på en stång vid spisen när Wijnbladh tydligt kunde se att Malin satt vid tolvmannabordet, och påståendet att den utfattiga Lussi piga sugit mjölk med en bägare, trots att hon bevisligen var ytterst fattig och inte hade tillgång till någon mjölk - och hänsköt allt till hovrätten.

### Efterspel
Tingsrättens sju dödsdomar från Lövånger hade i september 1676 hänskjutits till hovrätten. I just september upplöstes dock den pågående häxprocessen i Katarina i Stockholm, när det visade sig att barnvittnen hade ljugit och hela häxhysterin hade berott på rena rykten och skvaller och att det var rimligt att anta att det varit så även på andra håll. 
I oktober 1676 skrev riksrådet till både Stockholmskommissionen och landshövding Johan Graan i Västerbotten att hela häxhysterin i Stockholm hade orsakats av ryktesspridning, skvaller och menedare, och myndigheterna i Norrland uppmanades att rannsaka de som hade spridit liknande rykten som orsakat häxprocesser i Västerbotten. 
Denna skrift lästes upp i rådstugan i Umeå 25 januari 1677, och det gjordes därmed klart att myndigheterna i Stockholm inte längre var villiga att engagera sig i några häxprocesser utan istället förväntade sig ingripanden mot de som orsakat trolldomsrykten, och Johan Graan uppmanade de vuxna att tala de ryktesspridande barnen tillrätta. De sju dömda kvinnornas dödsdomar skulle därmed inte bekräftas av hovrätten, inte gå i verkställighet, och de var därmed fria. 
En utredning bekräftade att ryktena hade börjat spridas i Västerbotten genom kringvandrande tiggarbarn från Ångermanland, Burträsk och Skellefteå, som tiggde mat och som påstod att de kunde peka ut trollkäringar. De hade blivit bjudna på mat av oroliga föräldrar som lyssnat på deras berättelser om Blåkulla och frågat dem om deras barn blivit förda och i så fall av vem, och på så sätt hade rykten om trolldom och häxeri börjat spridas i trakten och jagat upp barn och oroat vuxna. 
Nämnden och tingslaget intygade att det var en tiggargosse Skellefteå och Fällforsen, Erik Larsson, som tycks ha börjat sprida Blåkullaberättelser i Skellefteå, Lövånger och Bygdeå. 
Den 17 februari 1677 hölls ett extra ordinarie ting i Skellefteå, där två tiggarpojkar, bröderna Johan och Erik Larsson, ställdes inför rätta. De uppgav att de tvingats överleva som visgossar sedan de utpekats för trolldom av länsmanssonen Abraham; genom att påstå att de kunde berätta vilka barn som förts till Blåkulla och av vem, hade de fått mat av de vuxna i gårdarna, och i förlängningen hade de tvingats ange vuxna för trolldom: andra barn hade sedan följt deras exempel. 
Johan, den äldre brodern, uppgav att han tvingats ange Elsa Johansdotter i Gårdsmark sedan länsmannens hustru hotat honom att sätta honom i kista och beslå honom med järn om han inte angav Elsa. Den yngre brodern Erik erkände mer ovilligt, medan de vuxna som bröderna anklagade för att ha tvingat dem att ange olika personer alla nekade. 10 april 1677 dömdes Johan och Erik: 
"för sine grove och lögnaktiga uppdiktade berättelser slita ris vid tingsstugu dörren, efter som deras ålder och storlek prövas tåla, androm slikom till allvarligt exempel och åtvarning".
Ytterligare vittnen bestraffades för mened. Israel Persson, 19, Margeta Persdotter, 13, och Kåddis Brita, 11, fick slita ris vid sockestugan för ryktesspridning.